# Мартинес, Мануэль (фехтовальщик)
Мануэль Мартинес Льянеса (исп. Manuel Martínez Llaneza; род. 6 апреля 1939, Валенсия) — испанский фехтовальщик. Участник летних Олимпийских игр 1960 года.

## Биография
Мануэль Мартинес родился 6 апреля 1939 года в испанском городе Валенсия.
В 1959 году завоевал бронзовую медаль Средиземноморских игр в Бейруте в командном турнире шпажистов.
В 1960 году вошёл в состав сборной Испании на летних Олимпийских играх в Риме. В личном турнире шпажистов занял в группе 1/16 финала последнее, 6-е место, победив Джона Пеллинга из Великобритании — 5:2 и проиграв Джованни Баттисте Бреде из Италии — 1:5, Мишелю Сайкали из Ливана — 3:5 и Бенито Рамосу из Мексики — 3:5. В командном турнире шпажистов сборная Испании, за которую также выступали Педро Кабрера, Хесус Диес и Хоакин Мойя, в группе 1/16 финала уступила Польше — 7:9 и Бельгии — 7:9. Также был заявлен в командном турнире рапиристов, но не вышел на старт.